# Blepharis itigiensis
Blepharis itigiensis är en akantusväxtart som beskrevs av K. Vollesen. Blepharis itigiensis ingår i släktet Blepharis och familjen akantusväxter. Inga underarter finns listade i Catalogue of Life.